# Brea Grant

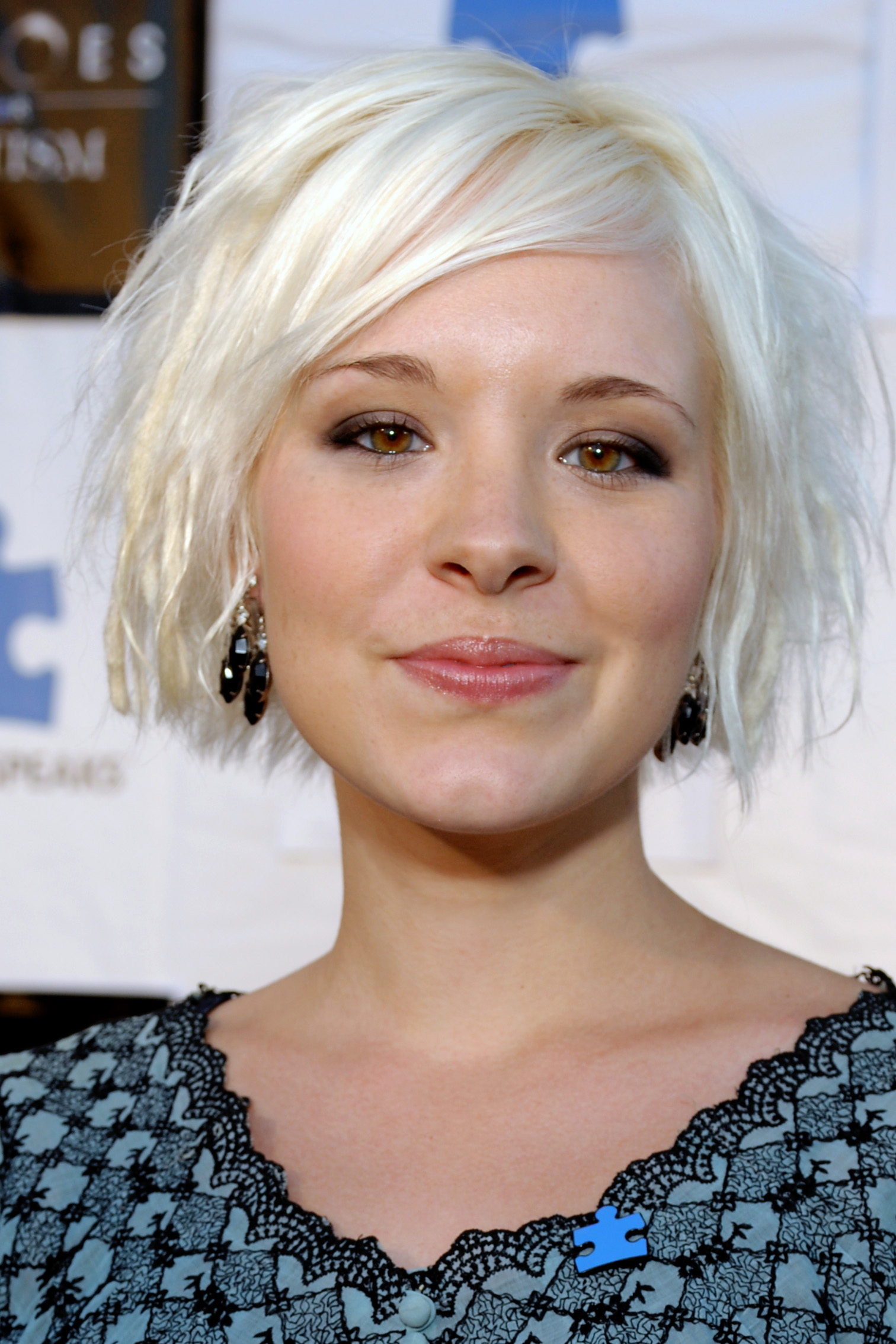
Brea Grant (2009)

Brea Colleen Grant (* 16. Oktober 1981 in Marshall, Texas) ist eine US-amerikanische Schauspielerin.

## Leben
Brea Grant hat in Filmen wie You’re So Dead (2007), Battle Planet – Kampf um Terra 219 (2008) und dem Kurzfilm Multiple Choice (2008) mitgespielt. Für Fernsehserien hat sie die Jean Binnel in drei Folgen der Fernsehserie Friday Night Lights (2008) gespielt, und die Liza West für die Episode Slipping (2008) von Cold Case – Kein Opfer ist je vergessen. Sie ist außerdem in den 2008 erschienenen Filmen Corpse Run, Middle of Nowhere, Midnight Movie und Trance zu sehen.
Ebenfalls 2008 spielte sie in der dritten Staffel der Serie Heroes eine der größeren Nebenrollen als Diebin mit der Fähigkeit, sich mit Überschallgeschwindigkeit zu bewegen. 2011 war sie in der US-Serie Dexter zu sehen.
Neben Filmen und Fernsehserien hat Grant auch Werbespots für Firmen wie Busch Gardens und Volvo gedreht.

## Filmografie (Auswahl)

### Filme
- 2007: You’re So Dead
- 2008: Multiple Choice (Kurzfilm)
- 2008: Smooch (Kurzfilm)
- 2008: Corpse Run
- 2008: Middle of Nowhere
- 2008: Battle Planet
- 2008: Max Payne
- 2008: Midnight Movie
- 2008: Battle Planet – Kampf um Terra 219 (Battle Planet)
- 2008: Trance
- 2009: Halloween II
- 2010: The Weathered Underground
- 2010: PSA: An Important Message from Women EVERYWHERE (Kurzfilm)
- 2010: Lost/Loved (Kurzfilm)
- 2011: The Closet (Kurzfilm)
- 2011: The Perfect Student (Fernsehfilm)
- 2011: Ice Road Terror (Fernsehfilm)
- 2011: Homecoming
- 2012: The Baytown Outlaws
- 2012: The Viral Man (Kurzfilm)
- 2013: ABF’s – Allerbeste Freunde (Best Friends Forever)
- 2013: Where Are My Dragons (Kurzfilm)
- 2013: Detour – Gefährliche Umleitung
- 2013: The Root of the Problem (Kurzfilm)
- 2013: Drop Electric: Higgs Boson (Kurzfilm)
- 2014: Smothered
- 2014: Oliver, Stoned!
- 2014: Status: Unknown
- 2015: Pitch Perfect 2
- 2016: The Devil's Dolls (Worry Dolls)
- 2016: Smothered
- 2016: Beyond the Gates
- 2017: Dead Awake
- 2017: Dead Night
- 2017: Sleep No More
- 2018: Bad Apples
- 2018: My Monster (Kurzfilm)
- 2018: California No
- 2019: Apartment 413
- 2019: After Midnight – Die Liebe ist ein Monster (After Midnight)
- 2019: After Midnight
- 2019: Fatale Collective: Bleed (Kurzfilm)
- 2021: Happily

### Fernsehserien
- 2008: Friday Night Lights (drei Folgen)
- 2008: Cold Case – Kein Opfer ist je vergessen (Cold Case, eine Folge)
- 2008: Raising the Bar (eine Folge)
- 2008–2009: Heroes (16 Folgen)
- 2009: Valley Peaks (zwei Folgen)
- 2010: Those Aren't Muskets (eine Folge)
- 2010: A Good Knight's Quest (zwei Folgen)
- 2010: Infinity Strategists (eine Folge)
- 2010: The Whole Truth (eine Folge)
- 2011: CSI: Miami (eine Folge)
- 2011: The Guild (zwei Folgen)
- 2011: Dexter (vier Folgen)
- 2012: Navy CIS: L.A. (NCIS: Los Angeles, eine Folge)
- 2012: BlackBoxTV (eine Folge)
- 2012: Game Shop (elf Folgen)
- 2013–2015, 2019: EastSiders (14 Folgen)
- 2013: Maron (eine Folge)
- 2013: Anger Management (eine Folge)
- 2014: The Real Housewives of Horror (fünf Folgen)
- 2014: Navy CIS: New Orleans (NCIS: New Orleans, eine Folge)
- 2017: That Moment When (eine Folge)
- 2017–2018: The Arrangement (drei Folgen)